# دارکوب‌های سه‌انگشته
دارکوب‌های سه‌انگشته (نام علمی: Picoides) یک سرده از خانوادهٔ دارکوبان است که بومی اوراسیا و آمریکای شمالی است.

## ویژگی‌ها
نرهای هر سه گونه دارای رنگ زرد روی تاج هستند، اگرچه این ویژگی در برخی دیگر از دارکوب‌های پیسه، یعنی دارکوب پیشانی‌قهوه‌ای و دارکوب تاج‌زرد نیز وجود دارد. الگوی رنگ‌های باقی‌مانده از بال و پر، ویژگی‌های ساختاری، و عادات زندگی بسیار شبیه به دارکوب مرتبط یعنی دوسردهٔ Dryobates و Leuconotopicus هستند. پای هر سه گونه با نداشتن اولین انگشت یا انگشت پشتی، سازگاری شدیدی با زندگی درختی نشان می‌دهد. با این حال اشاره شده‌است که گونه‌های مختلف دارکوب پیسه از نظر داشتن انگشت اول کوتاه مشابه هستند. دو گونه دارکوب در سردهٔ ساسیا (بدون خویشاوندی نزدیک) نیز بدون انگشت اول هستند.

## گونه‌ها
این سرده سه گونه دارد.
| نگاره | نام                  | نام رایج                  | پراکندگی                                  |
| ----- | -------------------- | ------------------------- | ----------------------------------------- |
|       | Picoides tridactylus | دارکوب سه‌انگشته اوراسیایی | در سراسر شمال اوراسیا از نروژ تا کره.     |
|       | Picoides dorsalis    | دارکوب سه‌انگشته آمریکایی  | غرب کانادا، آلاسکا و غرب ایالات متحده است |
|       | Picoides arcticus    | دارکوب پشت‌سیاه            | کانادا، آلاسکا، شمال غربی ایالات متحده    |